# Swiss Skate
Swiss Skate ist der nationale Dachverband für Rollsportarten in der Schweiz. Er wurde im April 2019 gegründet und ist seit dem 1. Januar 2020 offiziell von Swiss Olympic anerkannt. Swiss Skate vereint die Sportarten Rollkunstlauf, Rollhockey, Inline Hockey, Speedskating, Inline Street Slalom, Roller Freestyle, Downhill und Inline Alpine unter einem gemeinsamen organisatorischen Dach. Swiss Skate ist Mitglied des Weltverbandes World Skate.

## Geschichte
Die Wurzeln des Schweizer Rollsports reichen bis ins Jahr 1924 zurück, als der Schweizerische Rollsport-Verband (SRV) gegründet wurde. Dieser war zunächst für alle Rollsportarten zuständig, einschliesslich Rollkunstlauf und Rollschnelllauf (später als Speedskating bekannt). Im Laufe der Zeit entwickelten sich jedoch spezialisierte Organisationen für einzelne Disziplinen.
Im Jahr 2019 gründeten vier Verbände – der Schweizerische Rollkunstlauf-Verband (SRV), Inline Hockey Schweiz (IHS), der Schweizerische Rollhockey-Verband (SRHV) und Swiss Speedskating – Swiss Skate. Dieser Schritt wurde unternommen, um die Zusammenarbeit zwischen den verschiedenen Rollsportarten zu stärken und Synergien zu nutzen.

## Struktur und Organisation
Swiss Skate ist als gemeinnütziger Verein mit Sitz in Luzern organisiert und fungiert als einziger Ansprechpartner für Rollsport in der Schweiz gegenüber dem internationalen Verband World Skate sowie gegenüber Swiss Olympic und dem Bundesamt für Sport. Die sieben Mitgliedsverbände von Swiss Skate vertreten jeweils eine spezifische Rollsportart und sind gleichberechtigt in der Organisation vertreten.
Der Vorstand von Swiss Skate besteht aus je einem Vertreter der Mitgliedsverbände, wobei das Präsidium alle zwei Jahre rotiert. Die aktuelle Präsidentin (2025) ist Elsbeth Wenger von Swiss Speedskating.

## Mitgliedsverbände
Die sieben Mitgliedsverbände von Swiss Skate sind:
- Swiss Speedskating
- Inline Hockey Schweiz (IHS)
- Schweizerischer Rollhockey-Verband (SRHV)
- Schweizerischer Rollkunstlauf-Verband (SRV)
- Swiss Inline Street Slalom
- Swiss Roller Freestyle
- Swiss Downhill

## Sportarten
Swiss Skate fördert eine Vielzahl von Rollsportarten, darunter:
- Rollkunstlauf
- Rollhockey
- Inline Hockey
- Speedskating
- Inline Street Slalom
- Roller Freestyle
- Downhill
- Inline Alpine

## Aktivitäten und Veranstaltungen
Swiss Skate organisiert und unterstützt verschiedene Veranstaltungen und Wettkämpfe in den unterschiedlichen Rollsportarten. Dazu gehören nationale Meisterschaften, Trainingslager und internationale Wettbewerbe. Ein besonderes Highlight ist die Swiss Skate Tour, eine Rennserie, die sowohl für Breitensportler als auch für Leistungssportler offen ist.